# Sybra iconica
Sybra iconica är en skalbaggsart. Sybra iconica ingår i släktet Sybra och familjen långhorningar.

## Underarter
Arten delas in i följande underarter:
- S. i. iconica
- S. i. clarevitticollis